# Konary górne móżdżku

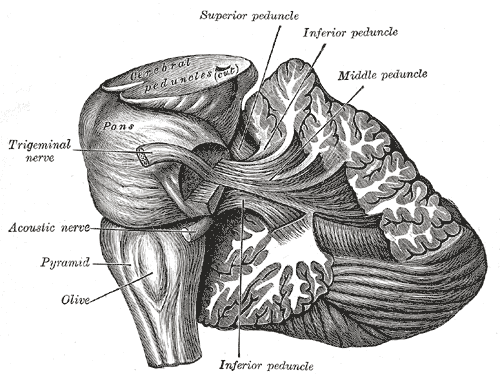
Most i móżdżek, widok z boku. Konar górny móżdżku podpisany Superior peduncle.

Konary górne móżdżku, ramiona łączące (łac. pedunculi cerebellares superiores, brachia conjunctiva) – w anatomii człowieka pasma istoty białej, wnikające do mostu w jego środkowej części. Konary górne móżdżku utworzone są przez włókna nerwowe wychodzące z jąder móżdżku: zębatego, kulkowatego i czopowatego. W śródmózgowiu konary górne móżdżku krzyżują się, tworząc skrzyżowanie konarów górnych móżdżku.